# Amaze Entertainment
Amaze Entertainment è stata un'azienda sviluppatrice di videogiochi statunitense, nota per aver prodotto oltre 100 videogiochi in circa 10 anni d'attività (vendendo oltre 40 milioni di unità).

## Videogiochi
Amaze Entertainment era nota per aver sviluppato giochi basati su film con licenza:
- Guerre stellari
- Il Signore degli Anelli
- Harry Potter
- Le cronache di Narnia
- Shrek
- Spider-Man
- Una serie di sfortunati eventi
- Over the Hedge
- Pirati dei Caraibi
- Eragon
- Night at the Museum: Battle of the Smithsonian
- X-Men le origini - Wolverine
- Shrek SuperSlam
- L'incredibile Hulk
- Spyro the Dragon
- Crash of the Titans
- Call of Duty
- The Sims
- Spore
- Bionicle
- Digimon
- Samurai Jack
- WWE SmackDown vs. Raw 2008 (versione per Nintendo DS)
- Indiana Jones e il bastone dei re (versione per Playstation Portable)